# التصنيفات الدولية لبنغلاديش
تتضمن القائمة التالية التصنيفات الدولية لبنغلاديش.

## الجغرافيا

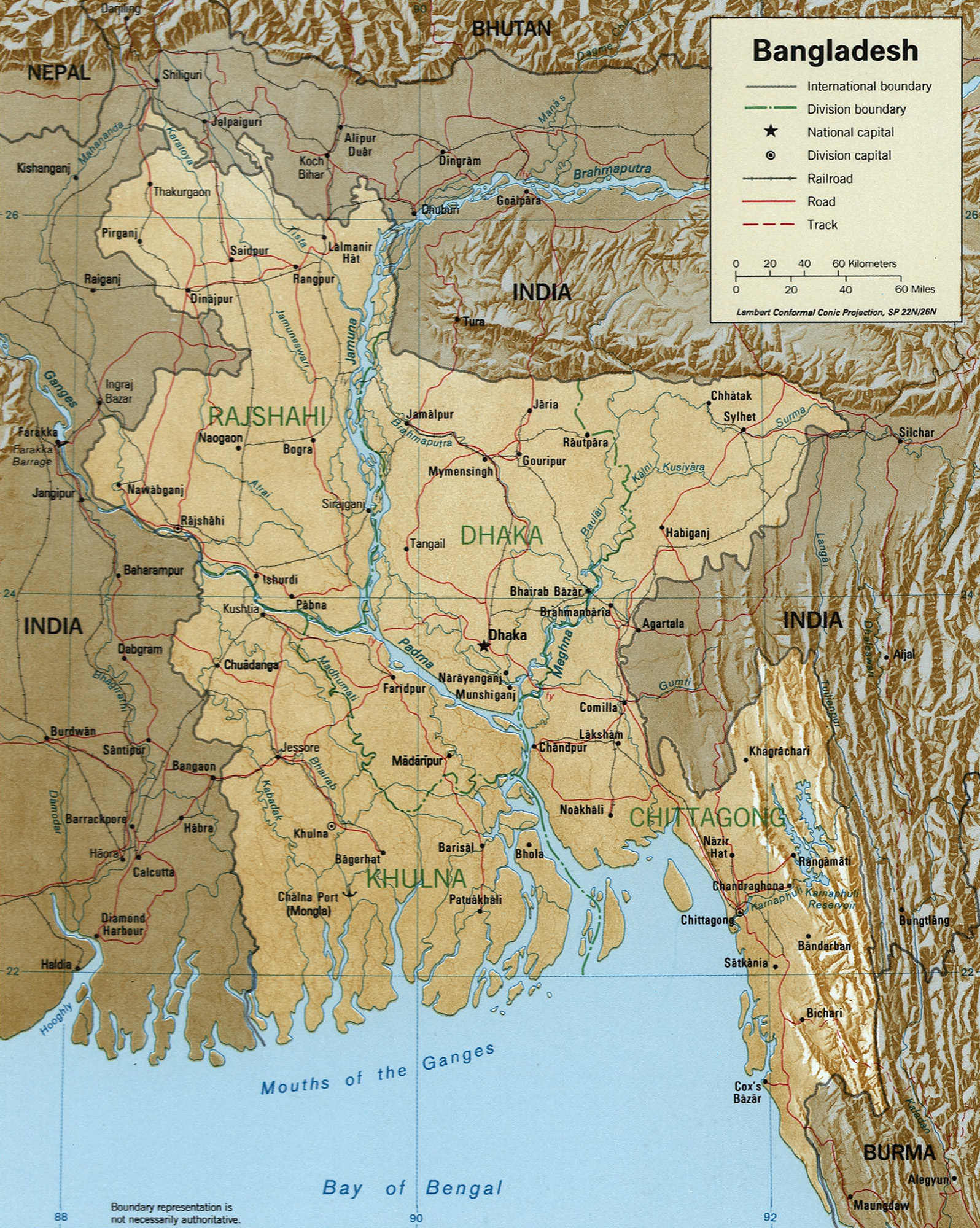
خريطة بنغلاديش

- المساحة الإجمالية: المرتبة 94 [1]
- مساحة الأرض: المرتبة 94 [1]
- منطقة المياه: المرتبة 39 [2]
- طول الحدود: المرتبة 42 [3]
- طول الساحل: المرتبة 88 [4]

## التركيبة السكانية
- السكان: المرتبة الثامنة [5]
- القوى العاملة: المرتبة الثامنة [6]

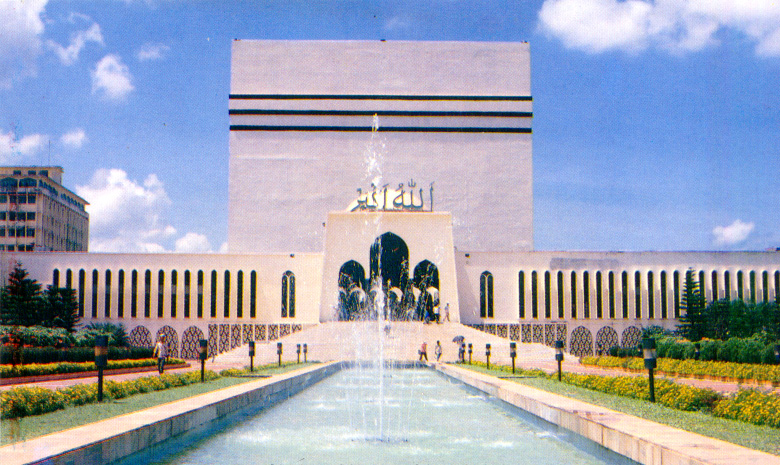
بيت المكرم هو المسجد الوطني في بنغلاديش،

- عدد المهاجرين الدوليين: المرتبة 37 [7]

## التصنيفات البيئية

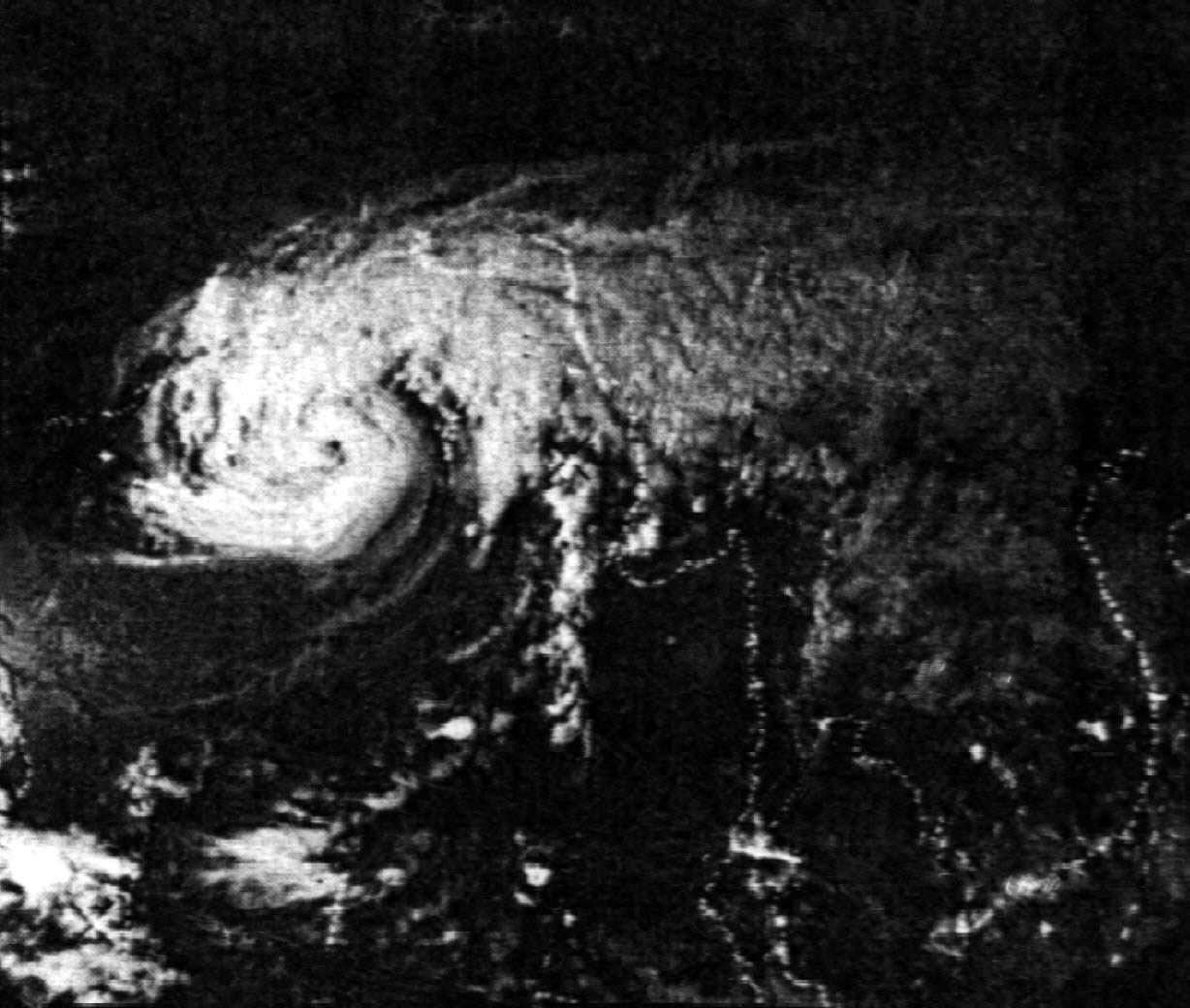
إعصار بهولا عام 1970، الإعصار الأكثر فتكًا في بنغلاديش وتاريخ العالم.

- مؤشر الأداء البيئي: المرتبة 162 [8]
- مؤشر المخاطر العالمي: المرتبة 13 [9]

## الزراعة والإنتاج

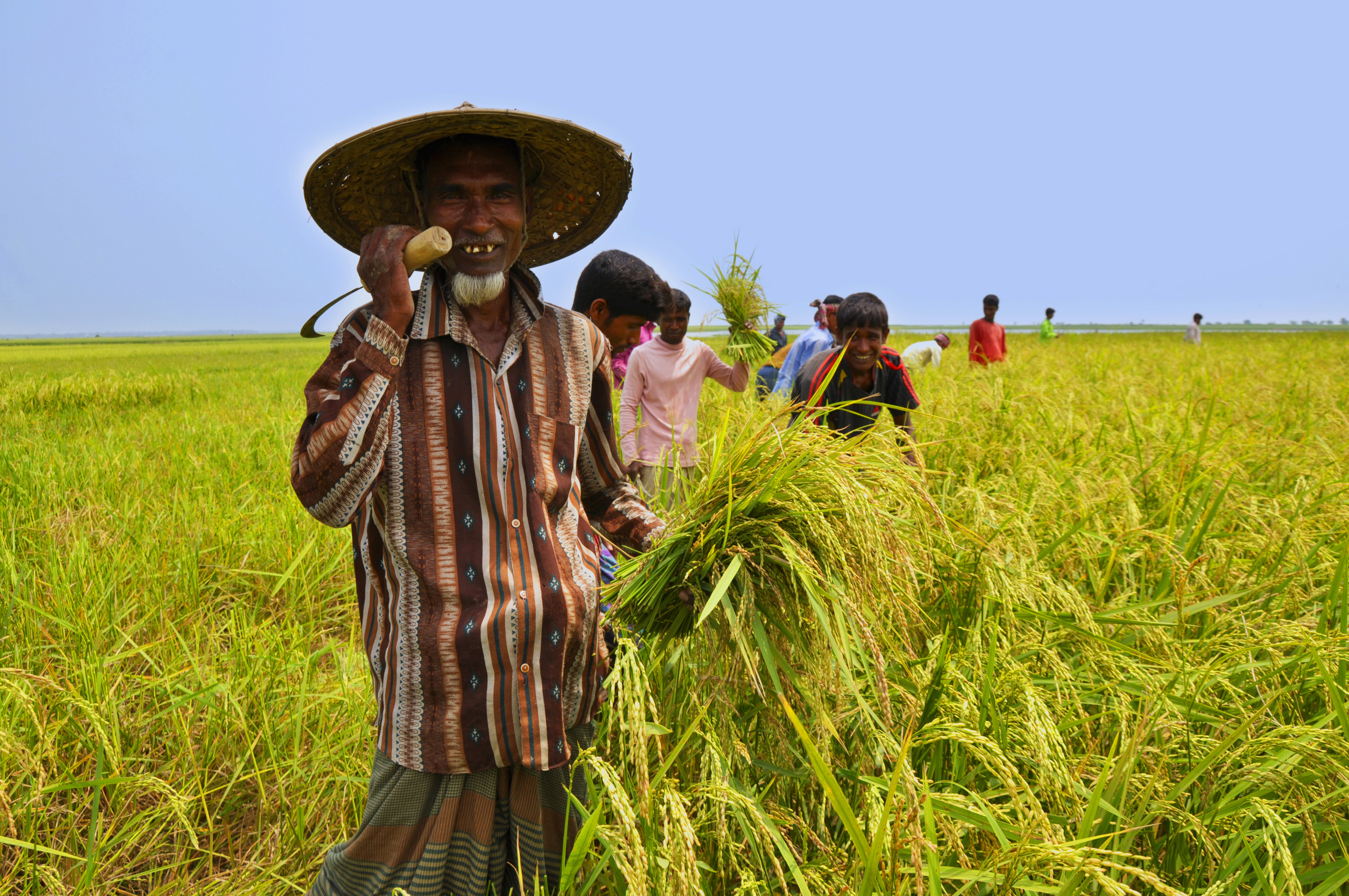
مزارع بنغلاديشي

- الأراضي المروية حسب البلد، 2012: المرتبة العاشرة [10]
- إنتاج الشعير 2020: المرتبة 57 [11]
- إنتاج الأرز 2020: المرتبة الثالثة [12]
- إنتاج القمح 2020: المرتبة 30 [13]
- إنتاج البصل: المرتبة التاسعة [14]
- إنتاج الكرنب: المرتبة 25 [15]
- إنتاج القرنبيط والبروكلي: المرتبة التاسعة [16]
- إنتاج البطاطس: المرتبة السابعة [17]
- إنتاج فول الصويا: المرتبة 35 [18]
- إنتاج الخيار: المرتبة 48 [19]
- إنتاج اليقطين: المرتبة 16 [20]
- إنتاج قصب السكر: المرتبة 33 [21]
- إنتاج الطماطم: المرتبة 47 [22]
- إنتاج الثوم: المرتبة الثالثة [23]

## إنتاج الفاكهة

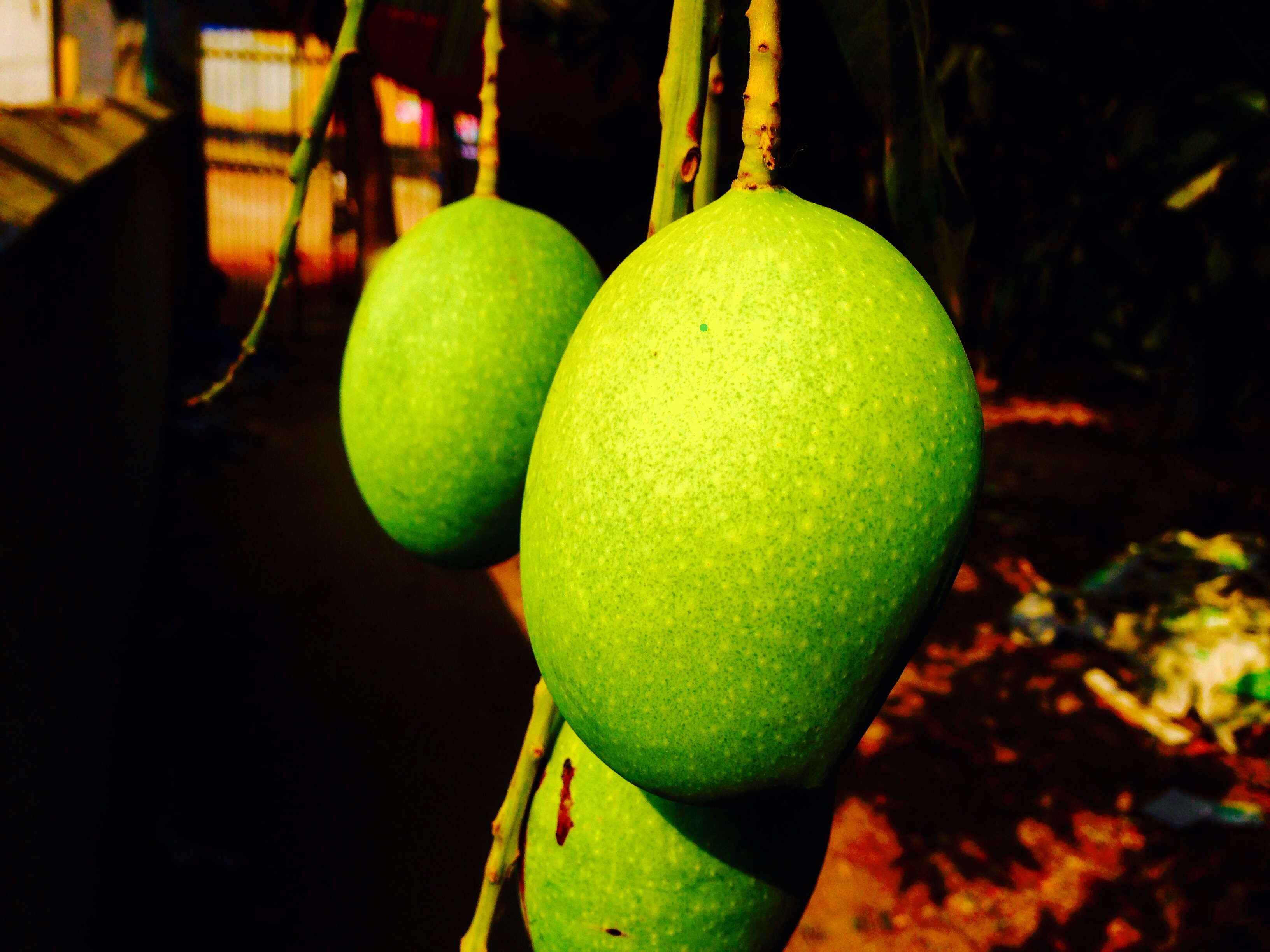
مانجو

- إنتاج الموز: المرتبة 23 [24]
- إنتاج المانجو: المرتبة التاسعة [25]
- إنتاج البابايا: المرتبة 15 [26]

## الاقتصاد

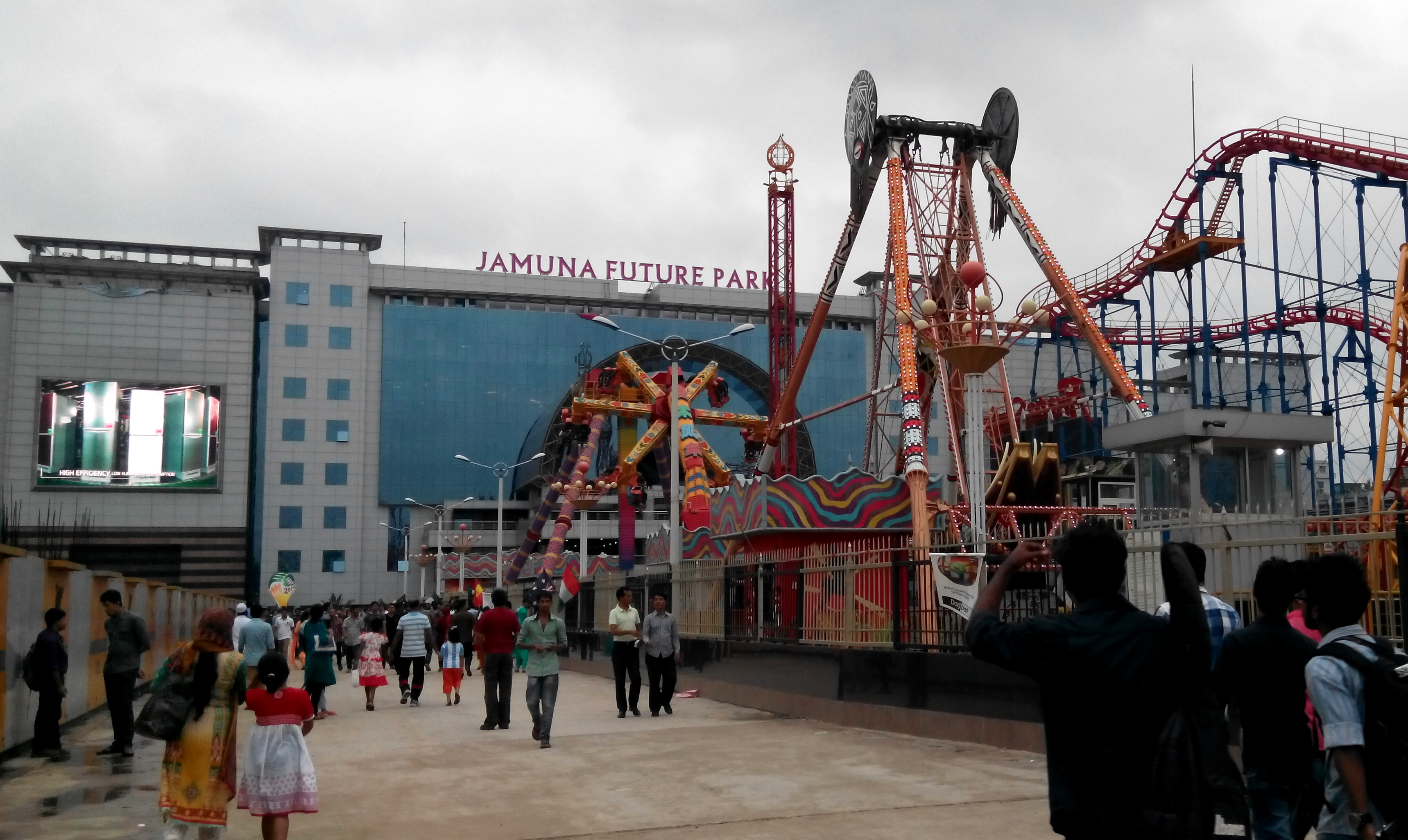
جامونا فيوتشر بارك، أكبر يسار تسوق في جنوب آسيا

- الناتج المحلي الإجمالي الاسمي: المرتبة 41 [27]
- الناتج المحلي الإجمالي الاسمي للفرد: المرتبة 161 [28]
- معدل نمو الناتج المحلي الإجمالي الاسمي: المرتبة 82 [29]
- الناتج المحلي الإجمالي (تعادل القوة الشرائية): المرتبة 30 [30]
- الناتج المحلي الإجمالي (تعادل القوة الشرائية) للفرد: المرتبة 167 [31]
- معدل نمو نصيب الفرد من الناتج المحلي الإجمالي (تعادل القوة الشرائية): المرتبة 11 [32]
- استقبال التحويلات المالية: المرتبة الثامنة [33]
- الاحتياطي الأجنبي: المرتبة 44 [34]
- سهولة ممارسة الأعمال: المرتبة 168 [35]
- الصادرات: المرتبة 52 [36]
- الواردات: المرتبة 47 [37]
- معدل البطالة: المرتبة 159 [38]

## المجتمع

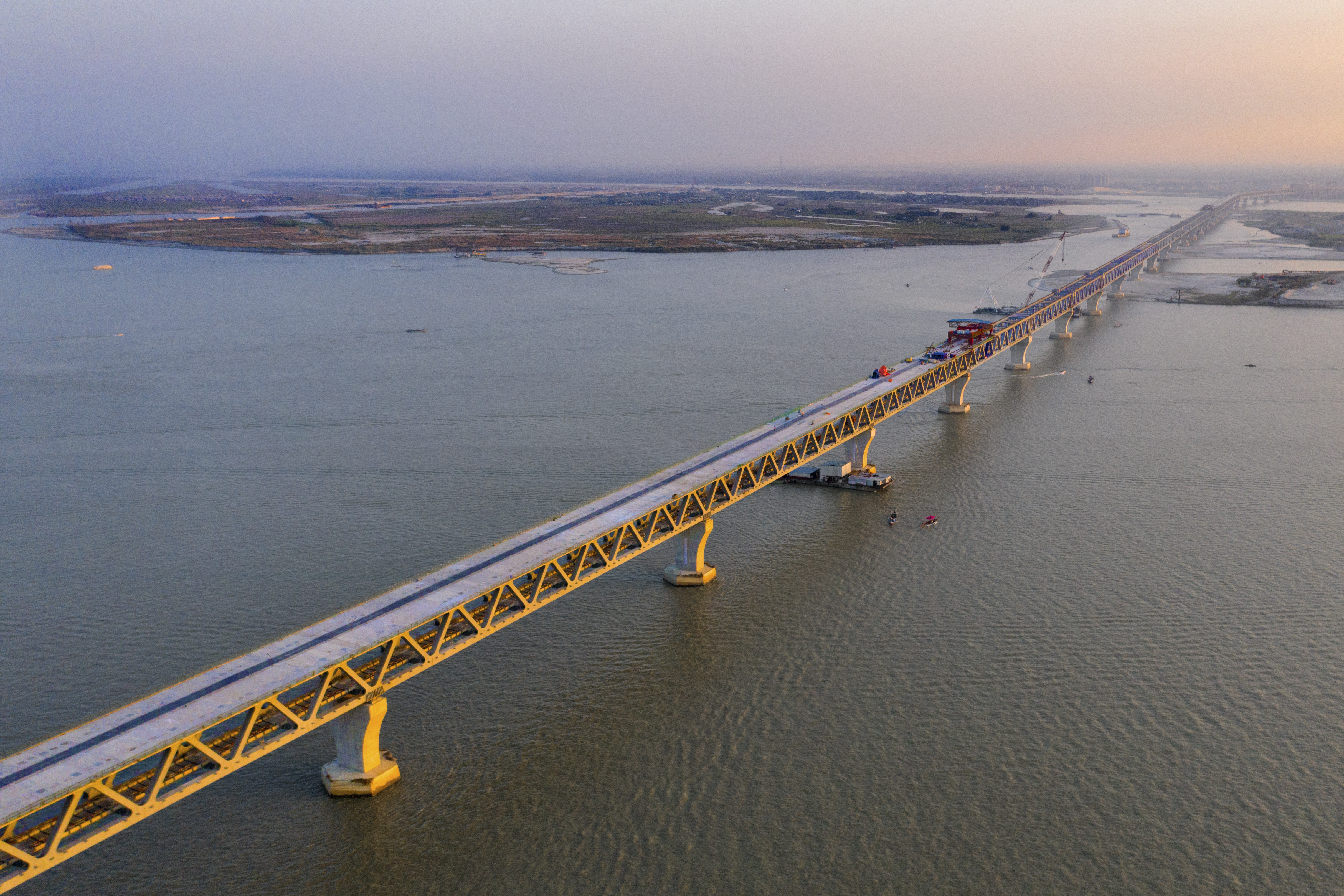
جسر بادما هو مشروع ضخم قيد الإنشاء في بنغلاديش.

- مؤشر التنمية البشرية: المرتبة 133 [39]
- مؤشر السلام العالمي: المرتبة 91 [40]
- مؤشر الجوع العالمي: المرتبة 76 [41]
- مؤشر الأمن الصحي العالمي: المرتبة 95 [42]
- مؤشر التعليم العالمي: المرتبة 120 [43]
- السكان تحت خط الفقر: المرتبة 80 [44]

## الاتصالات
- عدد مستخدمي الهاتف المحمول: المرتبة الثامنة [45]
- عدد مستخدمي الإنترنت: المرتبة التاسعة [46]
- عدد مستخدمي الفيسبوك: المرتبة العاشرة [47]

## الطاقة
- إجمالي إنتاج الطاقة: المرتبة 49 [48]

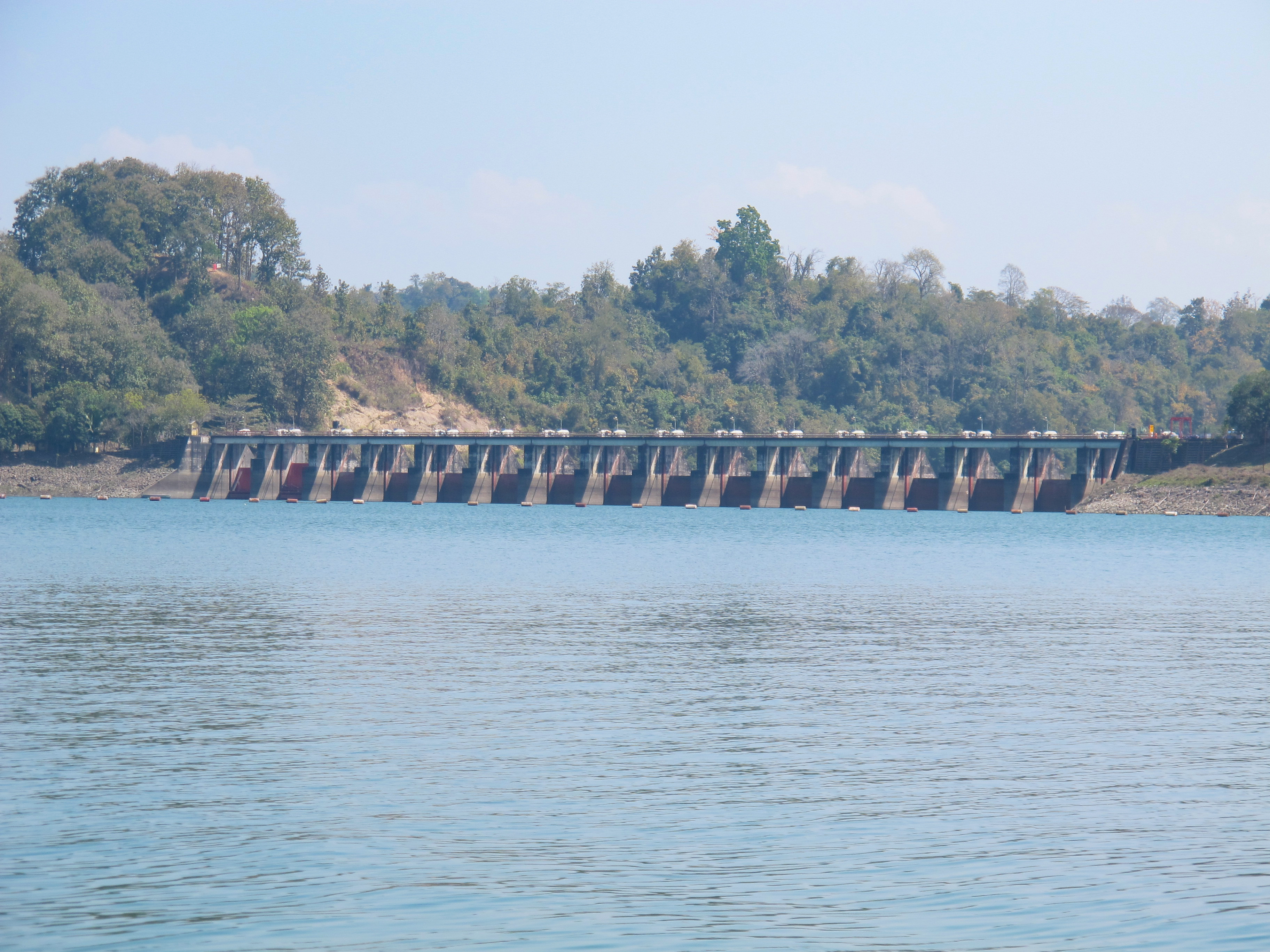
سد كابتاي

- استهلاك الغاز الطبيعي: المرتبة 30 [49]
- إنتاج الكهرباء: المرتبة 40 [50]
- استهلاك الكهرباء: المرتبة 50 [51]

## الصناعة

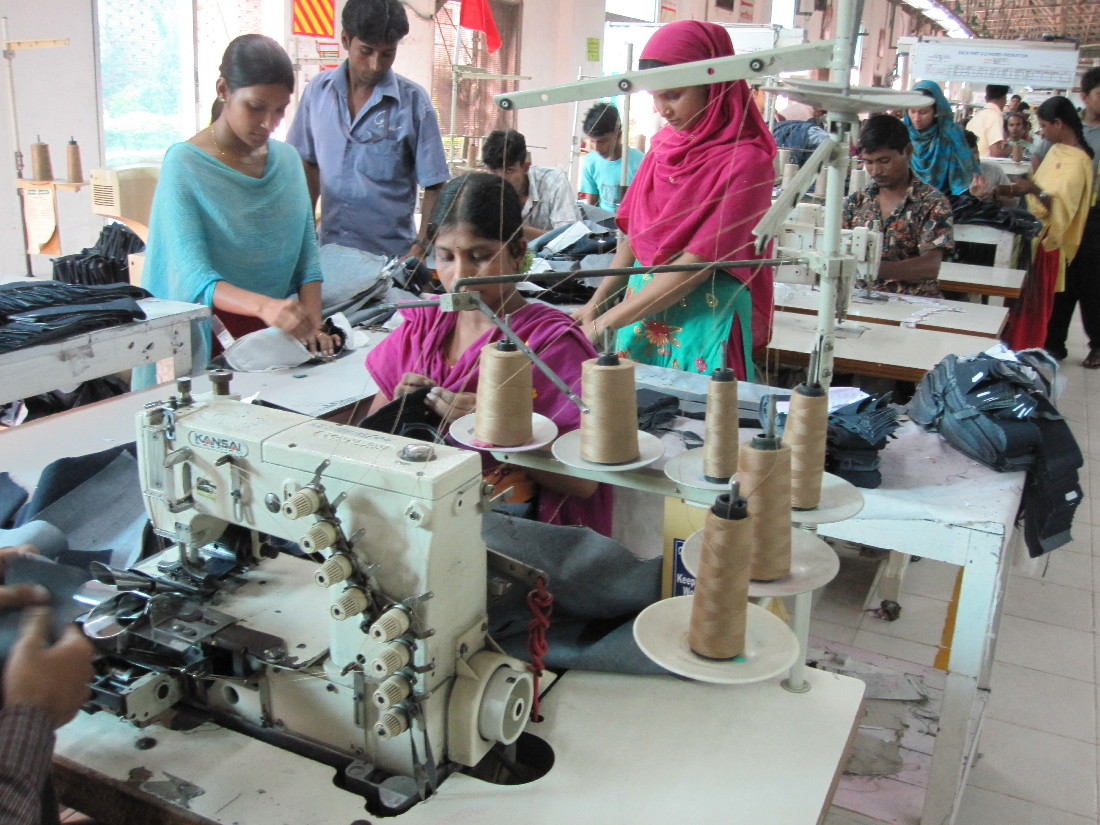
النساء في الملابس الوطنية في مصنع

- إنتاج الملح: المرتبة 24 [52]
- صناعة النسيج: المرتبة الثانية [53]
- الأدوية: المرتبة 71
- تكنولوجيا المعلومات: المرتبة 102

## الأمان
- عدد أفراد الشرطة: المرتبة 16 [54]

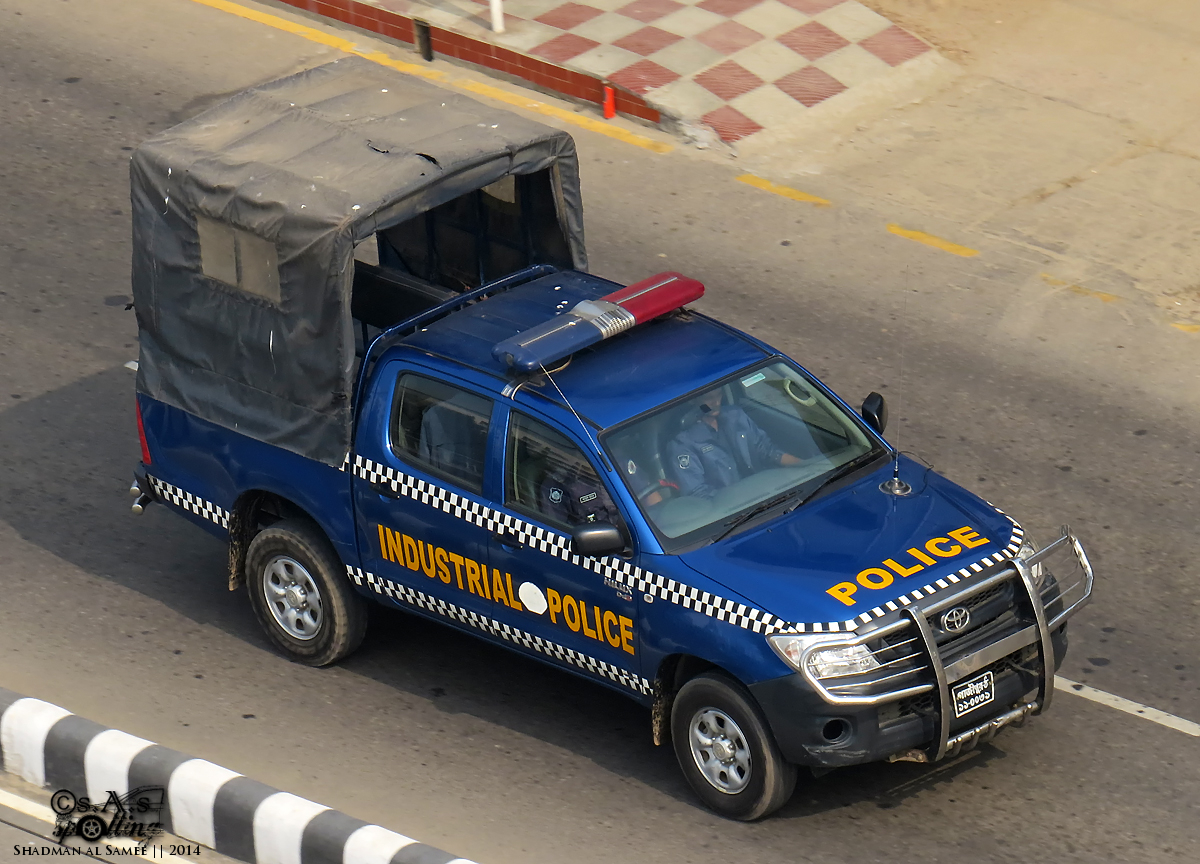
سيارة شرطة بنغلاديش

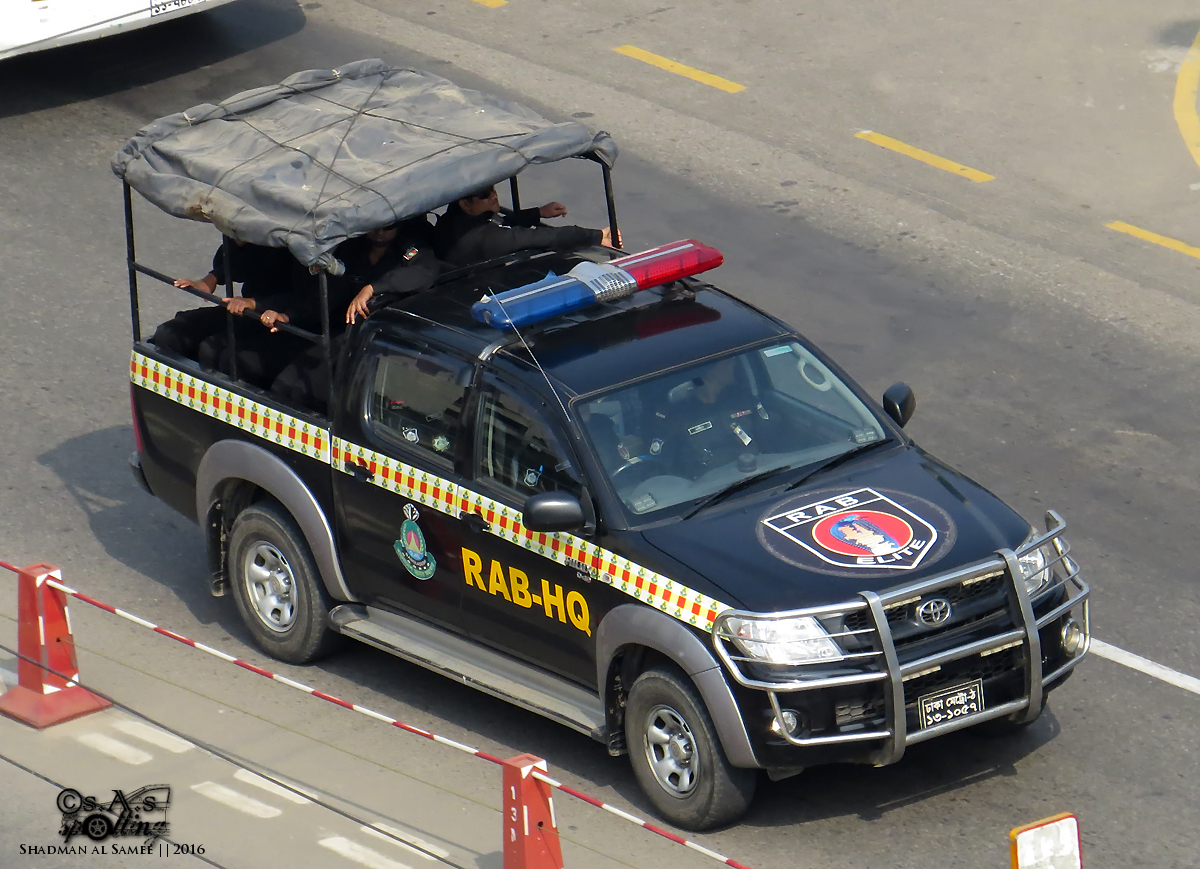
كتيبة العمل السريع (RAB) هي قوة أمنية خاصة في بنغلاديش

- مؤشر الأمن السيبراني الوطني: المرتبة 65 [55]
- أكبر قوة منفردة: المرتبة الأولى [56]

## المدن
- أكبر مدينة من حيث عدد السكان، 2020: دكا في المرتبة السابعة
- المدن الأغلى للمغتربين في عام 2020: دكا في المرتبة 26

## التكنولوجيا
- المنظمة العالمية للملكية الفكرية: مؤشر الابتكار العالمي 2024، المرتبة 106 من بين 133 دولة [57]